# Idrossido di alluminio
L'idrossido di alluminio (o idrargillite) è il prodotto dell'idratazione dell'ossido di alluminio.
A temperatura ambiente si presenta come un solido bianco inodore poco solubile in acqua.

## Nomenclatura
La denominazione delle diverse forme di idrossido di alluminio è ambigua e non esiste uno standard universale. Tutti e quattro i polimorfi hanno una composizione chimica di triidrossido di alluminio (un atomo di alluminio attaccato a tre gruppi idrossido). 
La gibbsite è anche nota come idrargillite, dal nome del termine greco per acqua (ὕδωρ) e argillite. Si pensava che il primo composto chiamato idrargillite fosse idrossido di alluminio, ma in seguito fu scoperto essere fosfato di alluminio; nonostante ciò, sia la gibbsite che l'idrargillite sono usati per riferirsi allo stesso polimorfismo dell'idrossido di alluminio. Nel 1930, fu chiamato α-allumina triidrato per distinguerlo dalla bayerite, che fu chiamata β-allumina triidrato (le designazioni alfa e beta furono usate per differenziare rispettivamente le forme più e meno comuni). Nel 1957, un simposio sulla nomenclatura degli ossidi di alluminio tentò di sviluppare uno standard universale, con il risultato che la gibbsite venne designata γ-Al(OH)3, la bayerite α-Al(OH)3 e la nordstrandite Al(OH)3.
Sulla base delle loro proprietà cristallografiche, una nomenclatura e una designazione suggerite indicano la gibbsite dovesse essere α-Al(OH)3, la bayerite β-Al(OH)3, e sia la nordstrandite che la doyleite Al(OH)3. In base a questa designazione, i prefissi α e β si riferiscono rispettivamente a strutture esagonali, ravvicinate e polimorfismi alterati o disidratati, senza differenze tra nordstrandite e doyleite.

## Caratteristiche
La gibbsite ha una tipica struttura di idrossido di metallo con legami a idrogeno. È costituito da doppi strati di gruppi ossidrilici con ioni di alluminio che occupano i due terzi dei fori ottaedrici tra i due strati.
È un idrossido anfotero, come quello del gallio e simile per comportamento anche a quello del berillio. In ambiente fortemente acido, si forma Al(OH)2+, mentre in ambiente basico si forma Al(OH)4-, acido ortoalluminico, cristallizzabile, i cui sali (e quelli di composti simili come AlO2-) sono chiamati alluminati.
{\displaystyle {\ce {3 HCl + Al(OH)3 -> AlCl3 + 3 H2O}}}
{\displaystyle {\ce {Al(OH)3 + OH- -> Al (OH)4-}}}

### Polimorfismo
Esistono quattro polimorfi di idrossido di alluminio, tutti basati sulla combinazione comune di un atomo di alluminio e tre molecole di idrossido in diverse disposizioni cristalline che determinano l'aspetto e le proprietà del composto. Le quattro combinazioni sono:
- Gibbsite
- Bayerite
- Nordstrandite
- Doyleite

Tutti i polimorfi sono composti da strati di unità di idrossido di alluminio ottaedrico con l'atomo di alluminio al centro e i gruppi idrossilici ai lati, con legami a idrogeno che tengono uniti gli strati. I polimorfi variano nel modo in cui gli strati si accumulano insieme, con le disposizioni delle molecole e degli strati determinate dall'acidità, dalla presenza di ioni (incluso il sale) e dal substrato su cui si forma. Nella maggior parte delle condizioni, la gibbsite è la forma chimicamente più stabile di idrossido di alluminio. Tutte le forme di cristalli di Al(OH)3 sono esagonali.

## Produzione
Praticamente tutto l'idrossido di alluminio utilizzato commercialmente è prodotto dal processo Bayer che prevede la dissoluzione della bauxite in idrossido di sodio a temperature fino a 270 °C. Il solido di scarto, detto fango rosso, viene rimosso e l'idrossido di alluminio viene fatto precipitare dalla soluzione rimanente di alluminato di sodio. Questo idrossido di alluminio può essere convertito in ossido di alluminio o allumina mediante calcinazione.
I residui di fango rosso, che sono principalmente ossido di ferro, sono altamente caustici a causa dell'idrossido di sodio residuo. Era storicamente immagazzinato nelle lagune; questo ha portato all'incidente della fabbrica di alluminio di Ajka nel 2010 in Ungheria, dove uno scoppio della diga ha portato all'annegamento di nove persone. Altri 122 hanno riportarono ustioni chimiche. Il fango contaminò 40 chilometri quadrati di terra e raggiunse il Danubio. Mentre il fango era considerato non tossico a causa dei bassi livelli di metalli pesanti, il liquame associato aveva un pH di 13.

## Sintesi
Si possono ottenere piccole dosi di prodotto facendo reagire cloruro d'alluminio, AlCl3, con idrossido di sodio, NaOH, in rapporto 1:3
{\displaystyle {\ce {AlCl3 + 3NaOH -> Al(OH)3 + 3NaCl}}}
L’idrossido di alluminio, essendo poco solubile in acqua, forma un precipitato bianco gelatinoso.

## Impieghi
Uno dei principali usi dell'idrossido di alluminio è come materia prima per la produzione di altri composti di alluminio: come solfato di alluminio, cloruro di polialluminio, cloruro di alluminio, zeoliti, alluminato di sodio, allumina attivata e nitrato di alluminio.
L'idrossido di alluminio appena precipitato forma dei gel, che sono la base per l'applicazione di sali di alluminio come flocculanti nella purificazione dell'acqua. Questo gel si cristallizza nel tempo. I gel di idrossido di alluminio possono essere disidratati (ad esempio utilizzando solventi non acquosi miscibili in acqua come l'etanolo) per formare una polvere di idrossido di alluminio amorfa, che è facilmente solubile in acidi. L'idrossido di alluminio in polvere che è stato riscaldato a una temperatura elevata in condizioni attentamente controllate è noto come allumina attivata e viene utilizzato come essiccante, come adsorbente nella purificazione del gas, come catalizzatore di supporto nel processo Claus per la purificazione dell'acqua e come adsorbente per il catalizzatore durante la fabbricazione di polietilene con il processo Sclairtech.

### Ignifugo
L'idrossido di alluminio trova anche impiego come riempitivo ignifugo per applicazioni polimeriche in modo simile all'idrossido di magnesio e alle miscele di huntite e idromagnesite. Si decompone a circa 180 °C, assorbendo una notevole quantità di calore nel processo e sprigionando vapore acqueo. Oltre a comportarsi come ignifugo, è molto efficace come soppressore del fumo in una vasta gamma di polimeri, soprattutto in poliesteri, acrilici, etilene vinil acetato, epossidici, PVC e gomma.

### Uso farmaceutico
Con il nome generico di "algeldrato", l'idrossido di alluminio è usato come antiacido nell'uomo e negli animali (principalmente cani e gatti). È preferito rispetto ad altre sostanza come il bicarbonato di sodio perché Al(OH)3, essendo insolubile, non eleva il pH dello stomaco oltre 7 e quindi non attiva la secrezione di acido in eccesso. È impiegato infatti in Alu-Cap, Aludrox, Malox o Pepsamar. In genere quando lo si utilizza in ambito farmacologico ed in particolare nella categoria degli antiacidi, si miscela insieme ad un altro composto per bilanciare i suoi effetti di stipsi. Es: idrossido di alluminio+ idrossido di magnesio, quest'ultimo induttore della motilità gastrointestinale. Reagisce con un eccesso di acido nello stomaco, riducendo l'acidità del suo contenuto, che può alleviare i sintomi di ulcere, pirosi o dispepsia. Tali prodotti possono causare stitichezza, poiché gli ioni di alluminio inibiscono le contrazioni delle cellule muscolari lisce del tratto gastrointestinale, rallentando la peristalsi e allungando il tempo necessario alle feci per passare attraverso il colon. Alcuni di questi prodotti sono formulati per minimizzare tali effetti attraverso l'inclusione di concentrazioni uguali di idrossido di magnesio o carbonato di magnesio, che hanno effetti lassativi controbilanciati.
Questo composto è anche usato per controllare l'iperfosfatemia (livelli elevati di fosfato, o fosforo, nel sangue) nelle persone e negli animali che soffrono di insufficienza renale. Il sale di alluminio, se ingerito, si lega al fosfato nell'intestino e riduce la quantità di fosforo che può essere assorbito.
L'idrossido di alluminio precipitato è incluso come adiuvante in alcuni vaccini (ad esempio il vaccino contro l'antrace). Poiché assorbe bene le proteine, funziona anche per stabilizzare i vaccini impedendo alle proteine del vaccino di precipitare o attaccarsi alle pareti del contenitore durante la conservazione. L'idrossido di alluminio è talvolta chiamato "allume", un termine generalmente riservato a uno dei numerosi solfati.
Formulazioni vaccinali contenenti idrossido di alluminio stimolano il sistema immunitario inducendo il rilascio di acido urico, un segnale di pericolo immunologico. Ciò attira fortemente alcuni tipi di monociti che si differenziano in cellule dendritiche. Le cellule dendritiche raccolgono l'antigene, lo portano ai linfonodi e stimolano le cellule T e le cellule B. L'idrossido di alluminio sembra quindi contribuire all'induzione di una buona risposta Th2, quindi è utile per immunizzare contro agenti patogeni che sono bloccati dagli anticorpi. Tuttavia, ha poca capacità di stimolare le risposte immunitarie cellulari (Th1), importante per la protezione contro molti agenti patogeni, né è utile quando l'antigene è a base di peptidi.

### Sicurezza
Negli anni sessanta e settanta si ipotizzava che l'alluminio fosse correlato a vari disturbi neurologici, inclusa la malattia di Alzheimer. Da allora, numerosi studi epidemiologici non hanno trovato alcuna connessione tra esposizione all'alluminio ambientale o ingerito e disturbi neurologici, sebbene l'alluminio iniettato non sia stato considerato in questi studi. Nel 2025, un nuovo  studio condotto in Danimarca, pubblicato sull'Annals of Internal Medicine, analizzando i dati di circa 1,2 milioni di bambini nati tra il 1997 e il 2018 ha concluso che l'alluminio contenuto nei vaccini pediatrici è sicuro e non aumenta il rischio di malattie autoimmuni, del neurosviluppo o allergie.